# Akkakalven
Akkakalven är en sjö i Storumans kommun i Lappland och ingår i Umeälvens huvudavrinningsområde. Sjön har en area på 0,374 kvadratkilometer och ligger 528,4 meter över havet. Sjön avvattnas av vattendraget Akkabäcken.

## Delavrinningsområde
Akkakalven ingår i det delavrinningsområde (725839-153575) som SMHI kallar för Utloppet av Akkasjön. Medelhöjden är 533 meter över havet och ytan är 6,93 kvadratkilometer. Det finns inga avrinningsområden uppströms utan avrinningsområdet är högsta punkten. Akkabäcken som avvattnar avrinningsområdet har biflödesordning 4, vilket innebär att vattnet flödar genom totalt 4 vattendrag innan det når havet efter 320 kilometer. Avrinningsområdet består mestadels av skog (66 procent). Avrinningsområdet har 2,01 kvadratkilometer vattenytor vilket ger det en sjöprocent på 29 procent.